# واکنش چندجزئی
واکنش‌های چندجزئی(به انگلیسی: Multi-component reaction) (که به طور مخفف MCR و MCAP نیز گفته می‌شود.)به دسته‌ای از واکنش‌های شیمیایی گفته می‌شود که طی آن بیش از دو ماده اولیه با یکدیگر واکنش داده و تشکیل یک محصول واحد را می‌دهد.
به طور مثال برخی از واکنش‌های سه جزئی به شرح زیر هستند:
- سه‌پارشدن آلکین
- واکنش بیگینلی
- واکنش بوخرر–برگز
- واکنش گوالد
- سنتز پیریدین هانش
- Kabachnik–Fields reaction
- واکنش مانیخ
- واکنش پلاسرینی
- واکنش پاوسون–خاند
- سنتز آمینو اسید اشترکر
- واکنش یوگی
- واکنش آسینگر